# Mülheim an der Ruhr
Mülheim an der Ruhr također pod nazivom Grad na rijeci, je grad u njemačkoj pokrajini Sjeverna Rajna-Vestfalija. 
Mülheim je dobio gradska prava 1808. godine, a 100 godina kasnije broj stanovnika premašio je 100.000, što je Mülheim službeno učinilo gradom. 
Mülheim je bio prvi grad u području Ruhra koji je ostao bez rudnika ugljena, kada je posljednji rudnik "Rosenblumendelle" zatvorena. 

## Zemljopis
Grad se nalazi u okrugu Ruhr između Duisburga, Essen, Oberhausena i Ratingena.
On leži na obje obale rijeke Ruhr, oko 12 km istočno od ušća Ruhta u Rajnu. Ruhr prolazi cijeli grad u duljini od 14 km od jugoistoka prema sjeverozapadu. 
Preko 50% gradskih površina zauzimaju parkovi i šume.

## Povijest
Mülheim se prvi put spominje u dokumentu opatije Werden iz 1093. godine. Kasnije je pripadao Vojvodstvu Berg i postao slobodnim gradom 1808. Nakon Bečkog kongresa Mülheim je bio pruski, a od 1822. je dio pruske provincije Rajna. Mülheim je biosredište Ruhrskog ustanka 1920. godine.

## Međunarodna suradnja
- Darlington, Ujedinjeno Kraljevstvo, od 1953.
- Tours, Francuska, od 1962.
- Kuusankoski, Finska, od 1972. do 2008.
- Opole, Poljska, od 1989.
- Kfar Sava, Izrael, od 1993.
- Istanbul-Beykoz, Turska, od 2007.
- Kouvola, Finska, od 2009.
- Qalqilyah, Palestina

## Vanjske poveznice
|  | Zajednički poslužitelj ima još gradiva o temi Mülheim an der Ruhr |

- Službene stranice: Mülheim an der Ruhr
- Gradski portret  Arhivirana inačica izvorne stranice od 16. listopada 2008. (Wayback Machine)